# Dread Reaver
Dread Reaver è il terzo album della band black metal norvegese Abbath pubblicato il 25 marzo 2022 dalla Season of Mist.

## Tracce
1. Acid Haze - 04:51
2. Scarred Core - 03:29
3. Dream Cull - 04:15
4. Myrmidon - 04:33
5. The Deep Unbound - 04:07
6. Septentrion - 04:28
7. Trapped Under Ice (cover dei Metallica) - 03:59
8. The Book of Breath - 04:35
9. Dread Reaver - 04:44

## Formazione
- Abbath - voce, chitarra, basso
- Mia Wallace - basso (tracce 1, 2, 5, 9)
- Ole André Farstad - chitarra acustica, chitarra elettrica
- Ukri Suvilehto - batteria